# Наталија (Тексас)
Наталија (енгл. Natalia) град је у америчкој савезној држави Тексас. По попису становништва из 2010. у њему је живело 1.431 становника.

## Демографија
Према попису становништва из 2010. у граду је живело 1.431 становника, што је 232 (14,0%) становника мање него 2000. године.
| Група             | 2000.         | 2010.         |
| Белци             | 309 (18,6%)   | 215 (15,0%)   |
| Афроамериканци    | 19 (1,1%)     | 5 (0,3%)      |
| Азијати           | 3 (0,2%)      | 5 (0,3%)      |
| Хиспаноамериканци | 1.321 (79,4%) | 1.196 (83,6%) |
| Укупно            | 1.663         | 1.431         |